# حبسة حركية عبر القشرة
الحبسة الحركيّة عبر القشرة (تي إم أو أيه) مرض عصبيّ ينشأ من آفة تترك مناطق اللّغة المحيطيّة ووصلاتها في الدّماغ سليمة، لكنّها في نفس الوقت تعزلها عن مناطق الدّماغ التّرابطيّة الّتي تقوم بإنشاء روابط بين المناطق الحسّيّة والحركيّة وتكون مسؤولة عن دمج وتفسير المعلومات الّتي تأتي من هذه المناطق، ممّا يعطيها معنىً.
تنشأ الحبسة الحركيّة عبر القشرة ، والّتي تُعرف أيضًا باسم عسر الكلام الصواري، أو عسر الكلام من المادة البيضاء، عن أذيّة في القسم الأمامي العلويّ من الفص الجبهي في نصف الكرة المخّيّة المتحكّم باللّغة، تعود هذه الأذية عادةً إلى حادث وعائيّ دماغي (سي في أيه).
تتميز الحبسة الحركيّة عبر القشرة عموماً بانخفاض إصدار الكلام، والّذي ينتج عن خلل في المنطقة المصابة من الدّماغ.
عادةً ما يكون النّصف المخّيّ الأيسر مسؤولًا عن أداء وظائف اللّغة، رغم أنّ الأفراد الّذين يستخدمون اليد اليسرى أظهروا أداءهم للوظائف اللّغويّة باستخدام نصف الكرة الأيمن أو الأيسر حسب كلّ فرد.
يعدّ الفصّان الجبهيان الأماميّان لنصف الكرة المتحكّم باللّغة ضروريين لبدء الكلام ومواصلته؛ لهذا السّبب، غالبًا ما يواجه الأفراد المصابون بالحبسة الحركيّة عبر القشرة صعوبة في مواصلة الكلام والبدء فيه.
لا تؤثّر أذية منطقة المهطل في باحات الدّماغ المشاركة في إنتاج اللّغة أو فهمها تأثيرًا مباشرًا؛ عوضًا عن ذلك، تعزل الأذية هذه الباحات عن بقية الدّماغ. إذا حدثت أذيّة في الفصّ الجبهيّ، يغلب أن تتأثّر الوظائف التّنفيذيّة المتعلّقة باستخدام اللّغة، وتشمل الوظائف التّنفيذيّة ذات الصّلّة باللّغة تنشيط الاستجابات اللّغويّة، والتّحكّم في النّحو (القواعد)، والخطاب السّرديّ.
قد تؤدّي مشاكل هذه الباحات إلى عجز إضافي يشمل صعوبات في تكوين جمل معقّدة، واختيار الكلمات الّتي يجب استخدامها اختيارًا مناسبًا، وبدء الكلام في المحادثة.
يؤثّر مدى التّضرّر الدّماغي وموقعه على درجة خصائص أداء اللغة وتنوّعها (أيّ أنّ الأذية العميقة في الفص الجبهي أو الأذية الممتدة عبر مناطق متعددة تُضعِف اللّغة بشكل كبير).
قد يتزامن الخزل الشّقّيّ الأيمن أو شلل الجانب الأيمن مع الحبسة الحركيّة عبر القشرة إذا كانت الآفة المتموضعة في الفصّ الجبهيّ الأماميّ كبيرة بما يكفي وتمتد إلى الفص الجبهي الخلفي.
تتواجد بعض أشكال الحبسة الأخرى التي ترتبط بالحبسة الحركية عبر القشرة، على سبيل المثال: تعتبر الحبسة الشّلليّة شكلًا من أشكال الحبسة الحركية عبر القشرة وتتميز بشحّ الكلام، تحدث هذه الحبسة نتيجة للأداء التنفيذي في الفص الجبهي.
من أشكال الحبسة الأخرى المرتبطة بالحبسة الحركية عبر القشرة الحبسة الدّيناميكية، قد يتظاهر المرضى الذين يعانون من هذا النوع من الحبسة باضطراب في التواصل، إذ يجدون صعوبة في الجمع بين العناصر اللغوية، وفي حالة الحبسة الديناميكية، يكون اضطراب التواصل أكثر وضوحًا حين يُطلب من المريض أن يسلسل الكلمات على مستوى جملة في حين يظهر اضطراب التواصل في الأنواع الأخرى من الحبسة على مستوى وحدة الصوت أو الكلمة الواحدة.